# Académie royale espagnole
Pour les articles homonymes, voir Rae.
L'Académie royale espagnole (en espagnol : Real Academia Española, RAE) est une institution dont la tâche consiste à normaliser la langue espagnole. Sa mission, telle que la définit l'article premier de ses statuts, est de veiller à ce que l'évolution de la langue espagnole, dans sa constante adaptation aux besoins de ceux qui la parlent, ne vienne pas rompre l'unité linguistique du monde hispanique.
Son siège se trouve à Madrid, mais elle agit de concert avec les académies nationales des vingt et un pays de langue espagnole, y compris celle des États-Unis.

## Histoire

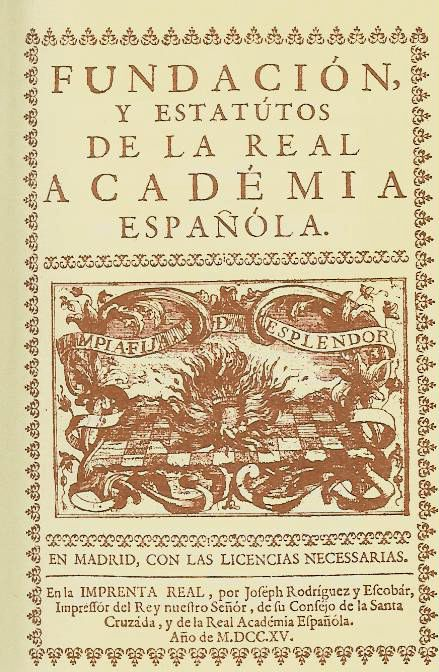
Première édition des statuts de la Real Academia Española (1715).

Son emblème représente un creuset au feu. Une légende l'accompagne : Limpia, fija y da esplendor (« Nettoie, fixe et donne de la splendeur »). L'objectif était de fixer la langue dans l'état de plénitude qu'elle avait connu pendant le XVIe siècle et qui avait été fermement établi au XVIIe siècle.
L'Académie royale a été fondée en 1713 sur l'initiative de Juan Manuel Fernández Pacheco, marquis de Villena et duc d'Escalona, dans l'intention de « fixer les sons et les mots de la langue castillane dans leur plus grande propriété, élégance et pureté ».
L'Accademia della Crusca italienne (1583) et l'Académie française (1635) ont servi de modèle pour sa création. Celle-ci fut approuvée le 3 octobre 1714 par une Cédule royale de Philippe V, qui la plaça sous sa « garde et sa protection royale ». Cela signifiait que les académiciens jouissaient des prééminences et des exemptions accordées aux officiers de la Maison royale.
En 1723, 60 000 réaux par an lui furent accordés pour ses publications. Ferdinand VI lui permit de publier ses œuvres et celles de ses membres sans censure préalable.
En 1784, María Isidra Quintina de Guzmán y la Cerda, première femme docteur à l'université d'Alcalá, fut admise comme académicienne honoraire mais, bien qu'elle eût prononcé son discours de remerciement, elle ne reparut plus. Elle fut probablement la première femme académicienne du monde, et il n'y en eut pas d'autre jusqu'à l'élection comme académiciennes titulaires de Carmen Conde en 1978, d'Elena Quiroga en 1983 et d'Ana María Matute en 1995.
En 1848, l'Académie réforma son organisation par l'adoption de quelques statuts nouveaux, approuvés par décret royal. Des décrets royaux ultérieurs (1859, 1977, 1993) ont approuvé de nouvelles réformes.
Dès 1870 s'établirent en Amérique et aux Philippines des académies de langue espagnole correspondantes. Celles-ci jouissent actuellement d'un rang et de conditions égaux à ceux de la RAE. En 2000, la RAE a été récompensée, en même temps que l'Association des académies de langue espagnole - formée par les 22 académies de langue espagnole-, par le prix Prince des Asturies de la Concorde.
Le 20 octobre 1993 s'est constituée la Fondation pro Real Academia Española, organisme qui a pour objet de réunir des fonds pour financer les entreprises de l'Académie. Elle est administrée par un comité directeur, dont la présidence d'honneur revient au roi Philippe VI, la présidence au gouverneur de la Banque d'Espagne et la vice-présidence au directeur de l'Académie royale espagnole. Elle réunit d'autres académiciens, des présidents de communautés autonomes et d'entreprises privées, ainsi que des associés fondateurs.
La Fondation est ouverte moyennant une contribution financière à la participation de particuliers qui sont membres bienfaiteurs. Parmi les activités subventionnées on trouve la réalisation d'une banque de données, d'un Dictionnaire de l'étudiant, d'un Dictionnaire panhispanique des termes difficiles ; d'autres réalisations sont en projet ou en cours d'élaboration comme une grammaire normative, le CORPES (Corpus de l'espagnol du XXIe siècle) ou le Dictionnaire historique. 

## Fonctions
Le premier article des statuts de la RAE dispose que :

« […] Elle a pour mission principale de veiller à ce que les changements que connaît la Langue espagnole, dans son adaptation constante aux nécessités de ses locuteurs, ne brisent pas l'unité essentielle qu'elle maintient dans tout le monde hispanophone. Elle doit également prendre soin que cette évolution n'altère pas le caractère propre de la langue, comme il est allé se consolidant au cours des siècles, comme elle doit veiller à établir et à faire connaître les critères de propriété et de correction afin de participer à sa splendeur. Pour atteindre cet objectif, elle étudiera et poussera les études de l'espagnol dans l'histoire et actuellement, fera connaître les textes littéraires, spécialement les classiques, et les non littéraires qu'elle jugera importants pour la connaissance de ces questions et essaiera de maintenir vivant le souvenir de ceux qui, en Espagne ou en Amérique, ont cultivé glorieusement notre langue. Comme membre de l'Association des Académies de la langue espagnole, elle maintiendra des relations spéciales avec les Académies Correspondantes et Associées. »

La RAE est fréquemment considérée comme une organisation conservatrice, puisque parmi ses buts figure la préservation de la langue espagnole. Cependant elle ne manque pas non plus d'exercer une influence progressiste, en s'efforçant de maintenir le langage soutenu en connexion avec l'actualité[réf. souhaitée]. Un exemple en est arrivé en 1994 quand elle a décidé que les groupes de consonnes « ch » et « ll » ne seraient plus considérés comme par le passé en tant que lettres particulières de l'alphabet mais comme groupes de deux lettres. La RAE suit un processus bien fixé pour l'acceptation de nouveaux mots.

## Organisation et action
Selon ses statuts la RAE est composée par :
- d'académiciens titulaires (46 au total).
- d'académiciens correspondants espagnols (jusqu'à un maximum de 60).
- d'académiciens correspondants étrangers.
- d'académiciens titulaires d'académies américaines (que sont de droits académiciens correspondants).
- d'académiciens honoraires.

Un conseil d'administration dirige l'Académie et supervise tous les sujets relatifs à sa bonne marche, tant en ce qui concerne son fonctionnement interne que dans ses relations avec les organismes d'État et les autres Académies. Le directeur de l'Académie préside ce conseil, constitué par le vice-directeur, le secrétaire, le censeur, le bibliothécaire, le trésorier, le vice-secrétaire et deux membres adjoints. Toutes ces fonctions sont électives et, à l'exception des membres, qui sont élus tous les deux ans, peuvent être exercées pendant quatre ans et sont renouvelables une seule fois.
L'Académie fonctionne en séance plénière et dans des commissions qui se réunissent chaque semaine. Les Commissions ont pour mission d'élaborer les propositions qui seront par la suite examinées en séance plénière pour décider de leur approbation. Les commissions suivantes existent actuellement, consacrées aux séances plénières, au dictionnaire usuel, au dictionnaire historique, à la grammaire, à l'information linguistique, au vocabulaire scientifique et technique, aux sciences humaines, aux publications et aux prix. Par ailleurs, il existe une commission responsable de la conservation de la maison du musée Lope de Vega.
La réunion plénière, composée de tous les académiciens, réunit en séance académique les jeudis après-midi. Une fois que les actes de la séance précédente ont été approuvés et qu'on a débattu des sujets généraux, les membres présentent des amendements et des ajouts au Dictionnaire. Ensuite vient l'examen des propositions formulées par les diverses Commissions. Au cas où se produit un désaccord sur les critères, les résolutions sont adoptées par vote.
Pour assister les tâches dont l'Académie s'occupe en séance plénière ou en commissions, un Institut de Lexicographie, composé de philologues et de lexicographes, réalise des travaux préparatoires pour l'élaboration des dictionnaires académiques.

## Directeurs
Depuis sa création, l'Académie a connu 30 directeurs. Il y eut également des directeurs provisoires ou accidentels comme Vicente García de Diego, directeur accidentel (1965-1968), et Rafael Lapesa, director ad interim (1988).
La charge de directeur de l'Académie inclut celle de l'Association des académies de la langue espagnole (ASALE).
- Juan Manuel Fernández Pacheco (1713)
- Mercurio Antonio López Pacheco (1725)
- Andrés Fernández Pacheco (1738)
- Juan Pablo López Pacheco (1746)
- José de Carvajal y Lancáster (1751)
- Fernando de Silva Álvarez de Toledo (1754)
- José Bazán de Silva y Sarmiento (1776)
- Pedro de Silva y Sarmiento de Alagón (1802)
- Ramón Cabrera y Rubio (1814)
- José Miguel de Carvajal (1814)
- José Gabriel de Silva Bazán (1828)
- Francisco Martínez de la Rosa (1839)
- Ángel de Saavedra, duque de Rivas (1862)
- Mariano Roca de Togores (1865)
- Juan de la Pezuela y Ceballos (1875)
- Alejandro Pidal y Mon (1906)
- Antonio Maura y Montaner (1913)
- Ramón Menéndez Pidal (1926), 1º
- José María Pemán y Pemartín (1939)
- Francisco Rodríguez Marín (1940)
- Miguel Asín Palacios (1943)
- José María Pemán y Pemartín (1944)
- Ramón Menéndez Pidal (1947), 2º
- Dámaso Alonso (1968)
- Pedro Laín Entralgo (1982)
- Rafael Lapesa (1987)
- Manuel Alvar López (1988)
- Fernando Lázaro Carreter (1991)
- Víctor García de la Concha (1998)
- José Manuel Blecua Perdices (2010)
- Darío Villanueva (2014)
- Santiago Muñoz Machado (2018)